# Arcadia (песня)
«Arcadia» (с англ. — «Аркадия») — песня американской певицы и автора песен Ланы Дель Рей с восьмого альбома Blue Banisters. Издана синглом в его поддержку 8 сентября 2021 года. Написана в соавторстве и спродюсирована с Дрю Эриксоном.

## Предыстория и выпуск
20 мая 2021 года Дель Рей выпустила три сингла с восьмого альбома Blue Banisters: «Wildflower Wildfire», «Text Book» и заглавный трек пластинки. 3 июля певица поделилась отрывком песни и клипа на неё в Instagram, подчеркнув, что та «выйдет очень скоро», а альбом — «позднее». 3 сентября, спустя два месяца после анонса, Лана конкретизировала дату выхода сингла «Arcadia» — 8 сентября — и попросила поклонников «слушать её так же, как «Video Games» когда-то». На обложке она изображена в бледно-жёлтой майке и такого же оттенка кардигане. Продюсером и соавтором трека выступил Дрю Эриксон, известный по работе над Titanic Rising Уайз Блад.

## Музыка и текст

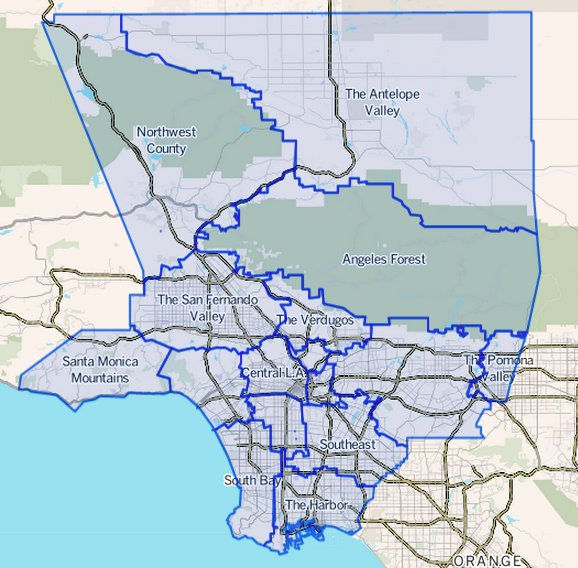
В «Arcadia» Дель Рей сравнивает своё тело с картой Лос-Анджелеса

Название песни отсылает к калифорнийскому городу Аркейдия, расположенному в районе гор Сан-Гейбриел, который для Ланы символизирует идиллическое место. Критики назвали «Arcadia» балладой о расставании, несмотря на отсутствие в тексте упоминаний романтических персонажей из прошлых работ Дель Рей. Повествование ведётся в формате личного дневника, отличительной черте ранних работ Ланы. В первом куплете она сравнивает своё тело с картой Лос-Анджелеса, грудь — с Сьерра-Мадре, руки возлюбленного — с машинами марок Toyota и Land Rover, а также упоминает отель сети Hilton Hotels & Resorts; её крунингу аккомпанируют пианино и еле слышные духовые и струнные. Во втором куплете Дель Рей поёт о счастье в одиночестве: «Моё сердце как бумага, я ненавижу тебя». В коде трека певица отсылает к культуре отмена, жертвой которой она стала на почве «расистских» высказываний в мае 2020 года, и «прощается с индустрией, которая поливала её грязью в начале карьеры, а потом восстановила её репутацию».

## Отзывы критиков
Песня получила восторженные отзывы от критиков. Сара Грант из Spin описала композицию «нежной и мечтательно-грустной» и похвалила манеру исполнения Дель Рей, заметив, что её «дрожащий голос звучит как результат освобождения [от критики]». По мнению рецензента, в «Arcadia» певица наиболее «проницательна и грустна одновременно, как и её фолк-предки Джоан Баэз и Патти Гриффин в своё время». Грант подытожила так: «Если мы как общество чему-то и научились за 10 с лишним лет с момента выпуска «Video Games», так это тому, что никто не пишет песни о расставании лучше Дель Рей. Хотя с тех пор многие пытались». Издание The Fader включила композицию в десятку лучших за неделю; обозреватель похвалил её «сырую структуру и слог [певицы]. И снова вопреки ожиданиям Лана предстаёт перед нами в самом вызывающем образе».

## Музыкальное видео
Хотя музыкальные издания указывали режиссёром клипа Дель Рей, сама певица заявила, что видео «поставлено никем»; операторами выступили её брат Чарли Грант, а также Кристофер Рипли. В первой части клипа Лана поёт песню в номере отеля Hilton, упомянутого в тексте; её образ совпадает с тем, что на обложке трека. Вторая часть более сюрреалистичная: на тело певицы проецируются кадры улиц и Даунтауна Лос-Анджелеса, межштатных автомагистралей 101 и 405 и пирса Санта-Моники, а на грудь — карта города и кадры Млечного Пути. Видео завершается интерлюдей «The Trio», написанной итальянским композитором Эннио Морриконе для фильма «Хороший, плохой, злой» (1966) Серджио Леоне. Ремикс композиции включает биты в стиле трэп и был включён в альбом. Эту часть клипа сняли в стиле «зернистого» домашнего видео.

## Список композиций
| №  | Название  | Автор(ы)                   | Продюсер(ы)       | Длительность |
| -- | --------- | -------------------------- | ----------------- | ------------ |
| 1. | «Arcadia» | Лана Дель Рей, Дрю Эриксон | Эриксон, Дель Рей | 4:23         |

## Участники записи
В создании приняли участие: 

| - Лана Дель Рей — автор песни, вокал, продюсер, духовые и струнные аранжировки - Дрю Эриксон — автор песни, продюсер, пианино, синтезатор, орган, духовые и струнные аранжировки, сведение - Джейкоб Браун — виолончель - Уэйн Бержерон — труба - Дэн Форнеро — труба - Дэн Росенбом — труба - Андрю Булбрук — скрипка | - Уинтон Грант — скрипка - Блейк Купер — туба - Зак Деллинджер — альт - Дин Рид — звукорежиссёр, сведение - Майкл Харрис — звукорежиссёр, сведение - Бен Флетчер — ассистент звукорежиссёра - Джон Шер — ассистент звукорежиссёра - Адам Аян — мастеринг |